# Молдовска академия на науките
Молдовската академия на науките (на румънски: Academia de Ştiinţe a Moldovei), основана през 1946, е основната научна организация в Република Молдова. Тя координира научните изследвания във всички области на науката и технологиите.

## Председатели
- Яхим Гросул (1961–1976)
- Александру Юценко (1977–1989)
- Андрей Андриеш (1989–5 февруари 2004)
- Георге Дука (5 февруари 2004 – )